# Bald's Leechbook

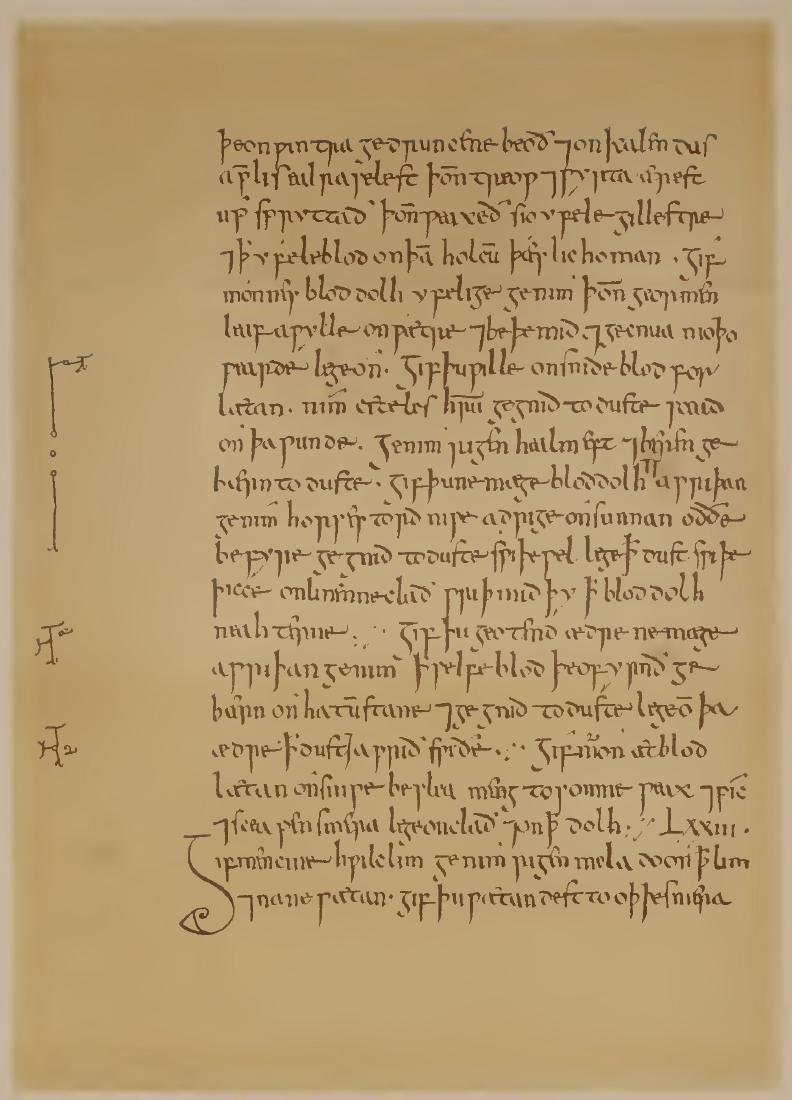
Een pagina uit een facsimile van Bald's Leechbook.

Bald's Leechbook (ook bekend als Medicinale Anglicum) is een Oudengelse medische tekst die waarschijnlijk in de negende eeuw is samengesteld, mogelijk onder invloed van de onderwijshervormingen van Alfred de Grote.
Het ontleent zijn naam aan een Latijns vers aan het einde van het tweede boek dat begint met 'Bald habet hunc librum Cild quem conscribere iussit', wat betekent dat "Bald dit boek bezit dat hij aan Cild heeft opgedragen om samen te stellen."
De tekst is bewaard gebleven in een manuscript dat in de British Library in Londen wordt bewaard. Het manuscript bevat nog een andere medische tekst, met de titel Leechbook III.
Het boek bevat het recept voor Balds oogzalf, bestaande uit ui, look, wijn en galzouten. Een onderzoek uit 2020 toonde aan dat het middel een antibacteriële werking heeft tegen grampositieve en gramnegatieve ziekteverwekkers in wonden en dat het effectief is tegen de biofilms van vijf bacteriën.